# Anacroneuria impensa
Anacroneuria impensa är en bäcksländeart som beskrevs av Jewett 1959. Anacroneuria impensa ingår i släktet Anacroneuria och familjen jättebäcksländor. Inga underarter finns listade i Catalogue of Life.